# Nickel(II) sulfit
Nickel(II) sulfit là một hợp chất vô cơ của nickel và ion sulfit có công thức hóa học NiSO3.

## Điều chế
Nickel(II) sulfit có thể được tạo thành do phản ứng của nickel(II) bromide và muối sulfit như natri sulfit hoặc amoni sulfit.
{\displaystyle \mathrm {NiBr_{2}+(NH_{4})_{2}SO_{3}\longrightarrow NiSO_{3}+2\ NH_{4}Br} }

## Tính chất

### Tính chất vật lý
Nickel(II) sulfit là chất rắn màu xanh lục. Hexahydrat của nó không hòa tan trong nước.

### Tính chất hóa học
Nickel(II) sulfit hexahydrat khi đun nóng ở 40, 55 và 85 ℃, hexahydrat sẽ mất nước lần lượt thành trihydrat, 2,5 hydrat và đihydrat.
Nó có thể tạo muối phức với các muối sulfit kim loại kiềm và amoni.

## Cấu trúc
NiSO3·6H2O kết tinh theo hệ tinh thể trực thoi, cấu trúc giống MgHPO3·6H2O, ký hiệu Pearson hP33,146, các hằng số mạng tinh thể a = 0,87247 nm, b = 0,87247 nm, c = 0,92042 nm, α = 90°, β = 90°, γ = 120°.

## Hợp chất khác
NiSO3 còn tạo một số hợp chất với NH3, như NiSO3·3NH3·3H2O là tinh thể màu xanh dương nhạt.
NiSO3 còn tạo một số hợp chất với N2H4, như NiSO3·2N2H4·H2O là tinh thể màu xanh dương hay NiSO3·3N2H4·H2O là tinh thể màu hoa hồng.